# Leven (fiume Cumbria)
Il Leven (pronuncia /lɛvən /LEV -ən) è un breve fiume nella contea della Cumbria, che rientra nei confini storici del Lancashire. Drena il lago Windermere dal suo punto più meridionale e scorre per circa 13 km nella parte settentrionale della baia di Morecambe. Il fiume e il suo estuario sono il confine tra la penisola di Cartmel e la penisola di Furness e fa parte del North Lonsdale, noto anche come Lancashire North of the Sands.
Il limite a monte del flusso di marea è vicino al villaggio di Haverthwaite. Sempre in questo punto si trova il Low Wood Bridge che, fino all'arrivo delle ferrovie, era il primo ponte sul fiume. Il Leven è navigabile a monte fino a Low Wood e a valle dal lago Windermere a Newby Bridge.
A parte Newby Bridge e Haverthwaite, gli unici altri insediamenti sul Leven sono i villaggi di Backbarrow e Greenodd. La ripida caduta del fiume, intorno a Backbarrow, ha permesso l'uso industriale del fiume per un mulino e anche un piccolo generatore idroelettrico presso la ferriera di Backbarrow.
Il fiume Leven ha un importante affluente, il Rusland Pool, che drena una parte sostanziale della foresta di Grizedale e della valle di Rusland nella sezione di marea superiore del fiume. Il Leven è un noto fiume per la presenza di salmoni. Al momento della deposizione delle uova il pesce si vede saltare sulle cascate di Backbarrow. Il fiume è popolare tra i canoisti per via delle rapide di grado III+, tra Newby Bridge e Haverthwaite, e un livello dell'acqua relativamente stabile sostenuto dal lago Windermere.
L'estuario del Leven è uno dei sei principali estuari della tradizionale contea del Lancashire.